# Klub Sportowy Polonia Bytom Spółka Akcyjna

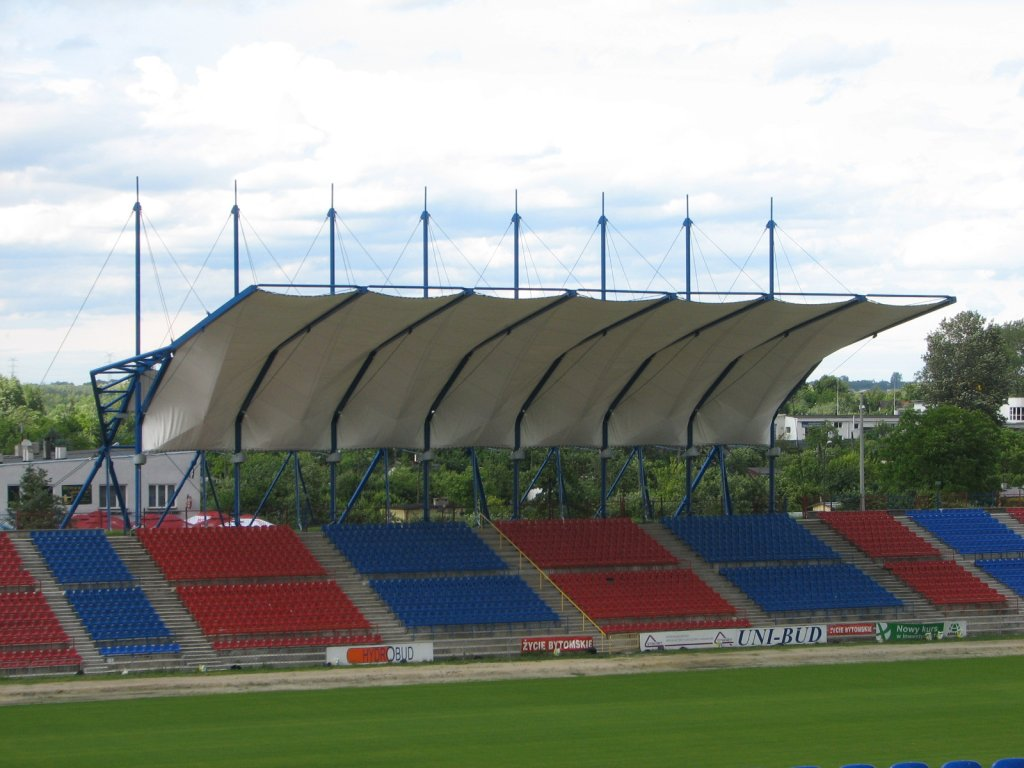
Stadion Edwarda Szymkowiaka

O Towarzystwo Sportowe Polonia Bytom, abreviado Polonia Bytom, é um clube de futebol polonês da cidade de Bytom fundado em 4 de janeiro de 1920, que disputa a II liga. 

## Títulos
- Campeonato Polonês (Ekstraklasa)

Títulos (2): 1954, 1962
Vices (4): 1952, 1958, 1959, 1961
- Copa da Polônia

Títulos (0):
Vices (3): 1964, 1973, 1977
- International Soccer League

Títulos (1): 1965

## Elenco 2011/2012
Atualizado em 6 de março de 2012
Nota: Bandeiras indicam equipe nacional, conforme definido pelas regras de elegibilidade da FIFA. Os jogadores podem ter mais de uma nacionalidade não-FIFA.
| N.º |            | Posição | Jogador             |
| --- | ---------- | ------- | ------------------- |
| 2   | Letónia    | D       | Kaspars Dubra       |
| 3   | Polónia    | D       | Pawel Gamla         |
| 5   | Polónia    | D       | Krzysztof Michalak  |
| 7   | Chéquia    | M       | David Kobylik       |
| 8   | Brasil     | M       | Hermes Neves Soares |
| 9   | Polónia    | A       | Przemyslaw Trytko   |
| 10  | Brasil     | M       | Jean Paulista       |
| 11  | Polónia    | M       | Dariusz Goral       |
| 12  | Eslováquia | G       | Juraj Baláž         |
| 13  | Polónia    | G       | Marcin Cabaj        |
| 14  | Polónia    | M       | Lukasz Maliszewski  |
| 16  | Polónia    | D       | Piotr Kulpaka       |
| 17  | Ucrânia    | M       | Maksym Pokotyluk    |

| N.º |            | Posição | Jogador             |
| --- | ---------- | ------- | ------------------- |
| 18  | Eslováquia | D       | Martin Baran        |
| 19  | Polónia    | A       | Bartosz Wojtków     |
| 21  | Polónia    | D       | Daniel Tanzyna      |
| 22  | Polónia    | A       | Daniel Mąka         |
| 23  | Polónia    | M       | Przemysław Szkatuła |
| 26  | Polónia    | D       | Wojciech Wilczynski |
| 27  | Polónia    | M       | Pawel Alancewicz    |
| 28  | Polónia    | M       | Michał Cioch        |
| 33  | Polónia    | G       | Mateusz Mika        |
| 34  | Polónia    | A       | Michał Płókarz      |
| 37  | Inglaterra | D       | James Sinclair      |
| 71  | Polónia    | M       | Kamil Białkowski    |

## Jogadores notáveis
| - Zygmunt Anczok - Jan Liberda - Jean Paulista - Michal Peškovič - Hermes Neves Soares - Edward Szymkowiak |